# Переходно
Переходно — деревня в Бабаевском районе Вологодской области.
Входит в состав Володинского сельского поселения, с точки зрения административно-территориального деления — в Володинский сельсовет.
Расстояние по автодороге до районного центра Бабаево составляет 10 км, до центра муниципального образования деревни Володино — 2 км. Ближайшие населённые пункты — Володино, Дудино, Высоково.
Население по данным переписи 2002 года — 3 человека.